# شرل کانوی
شرل کانوی (انگلیسی: Shirl Conway; ۱۳ ژوئن ۱۹۱۶ – ۷ مهٔ ۲۰۰۷) بازیگر اهل ایالات متحده آمریکا بود.